# Valencia del Mombuey
Valencia del Mombuey là một đô thị trong tỉnh Badajoz, Extremadura, Tây Ban Nha. Dân số 839 người và diện tích 75 km².